# لومونوسوف
لومونوسوف (بالروسية: Ломоносов) هي إحدى مدن روسيا في الكيان الفدرالي الروسي سانت بطرسبرغ.

## معرض صور

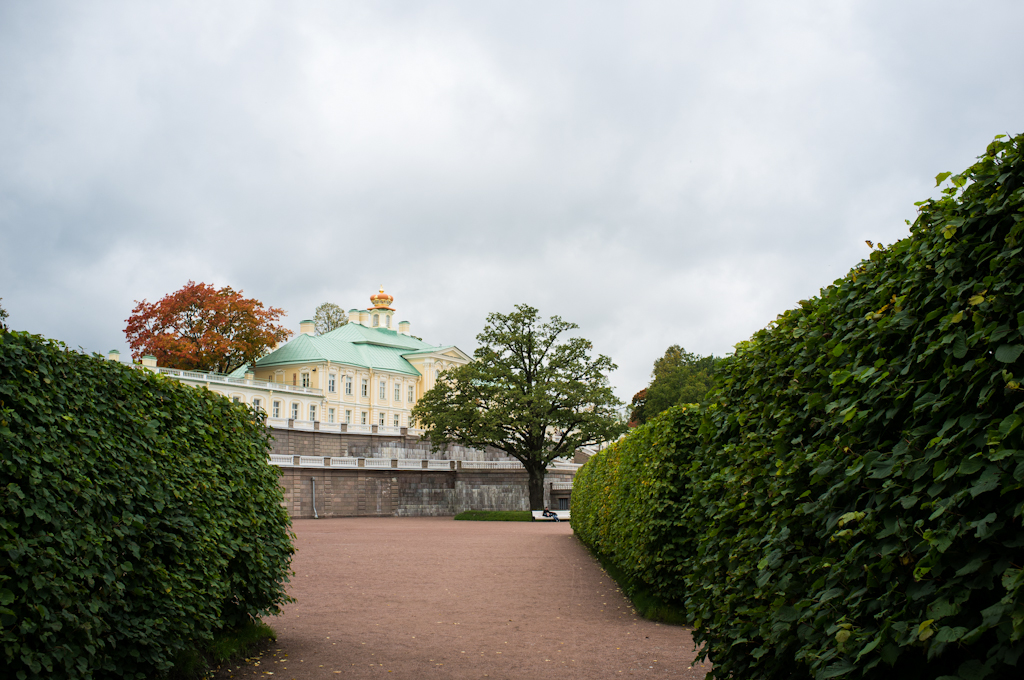
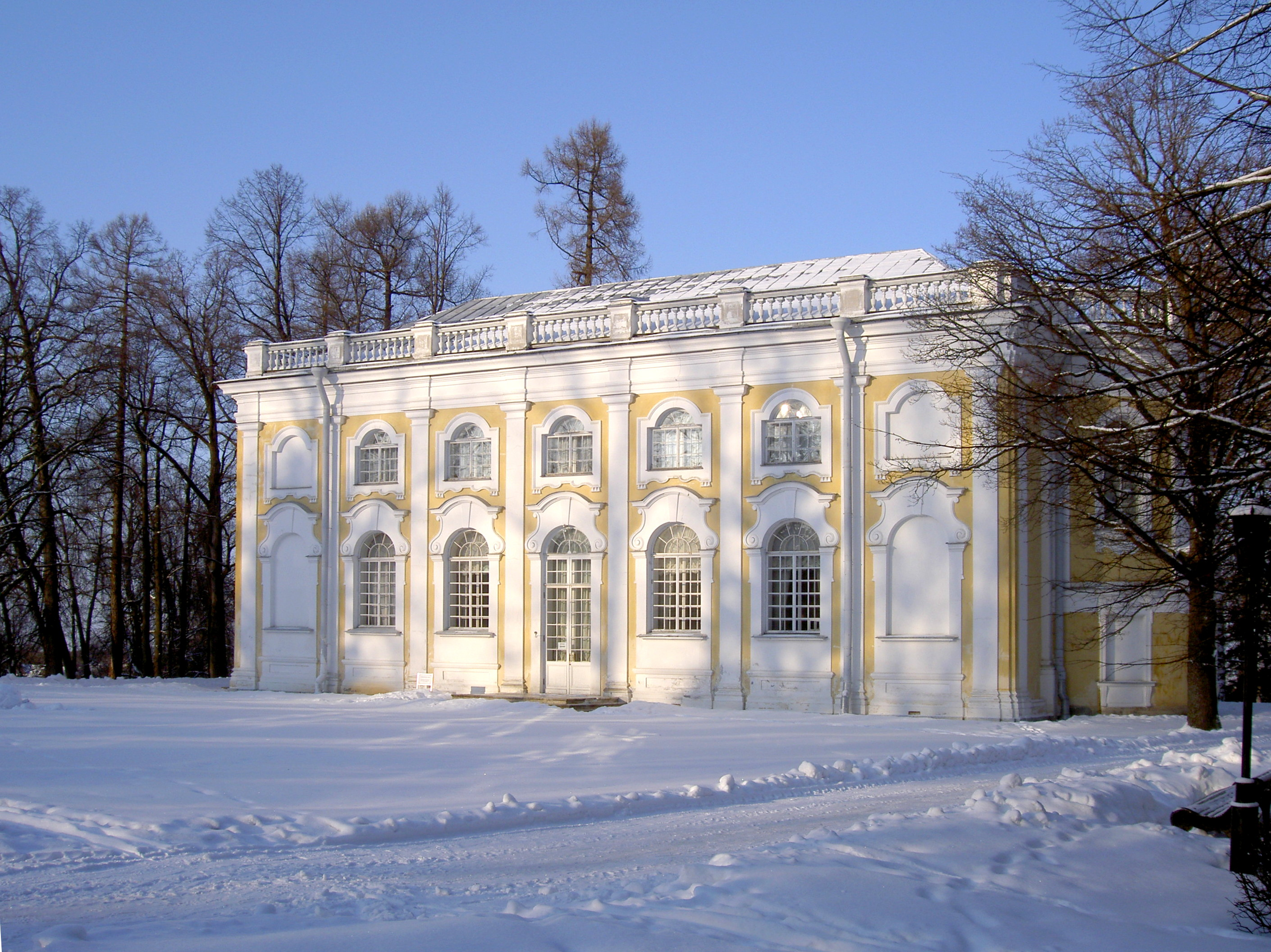
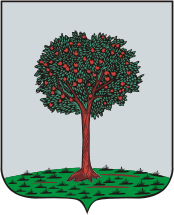
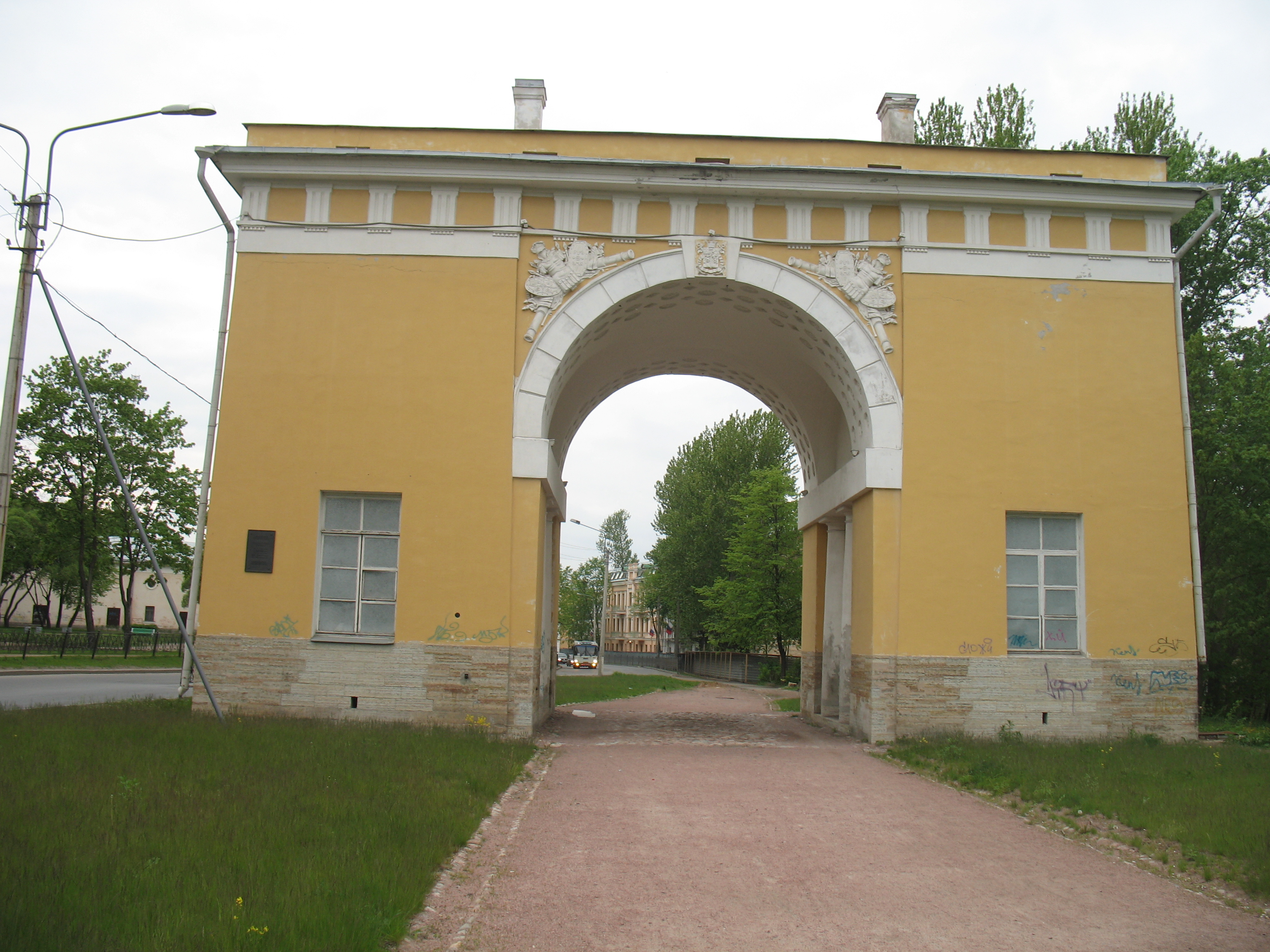
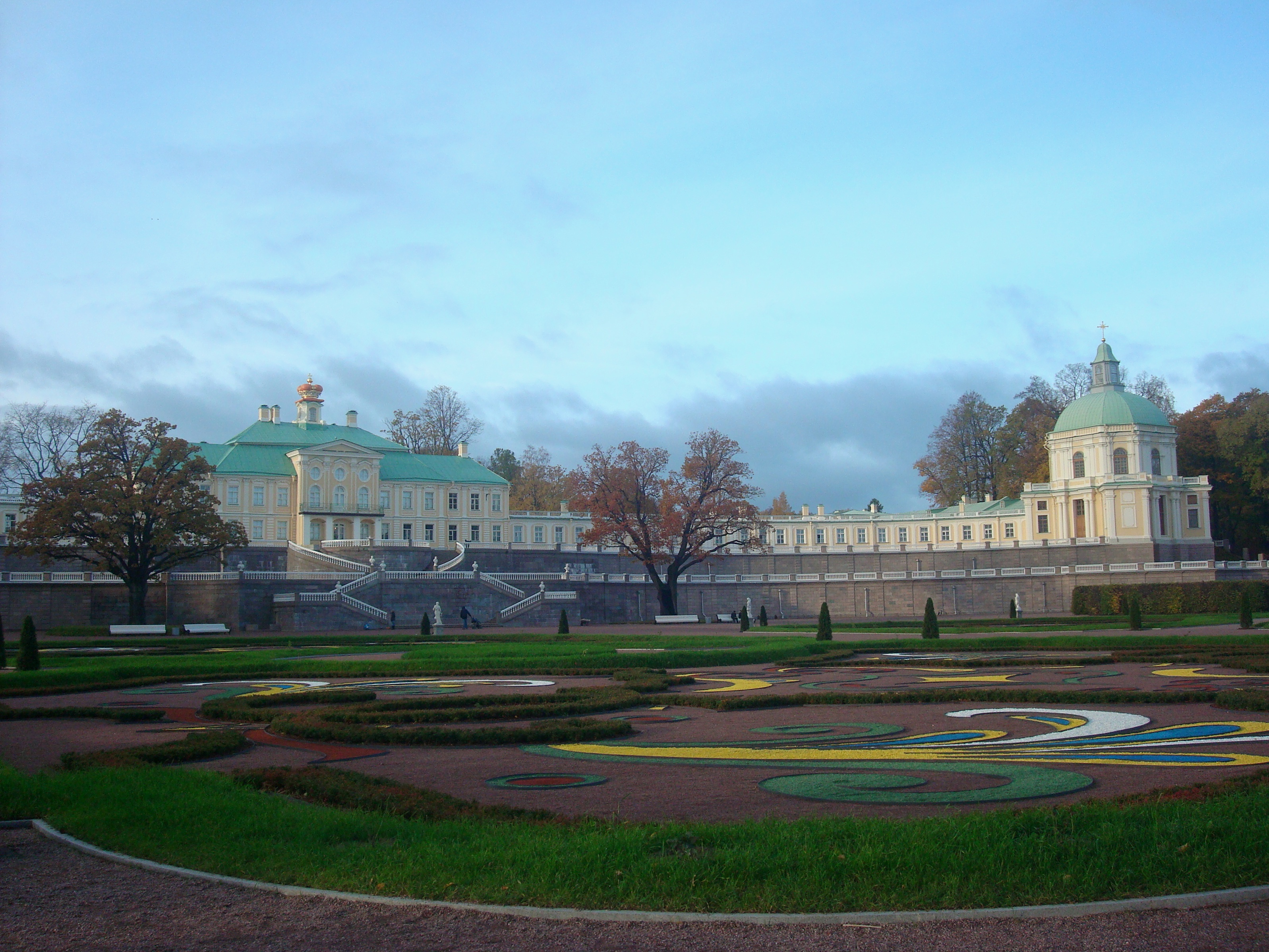
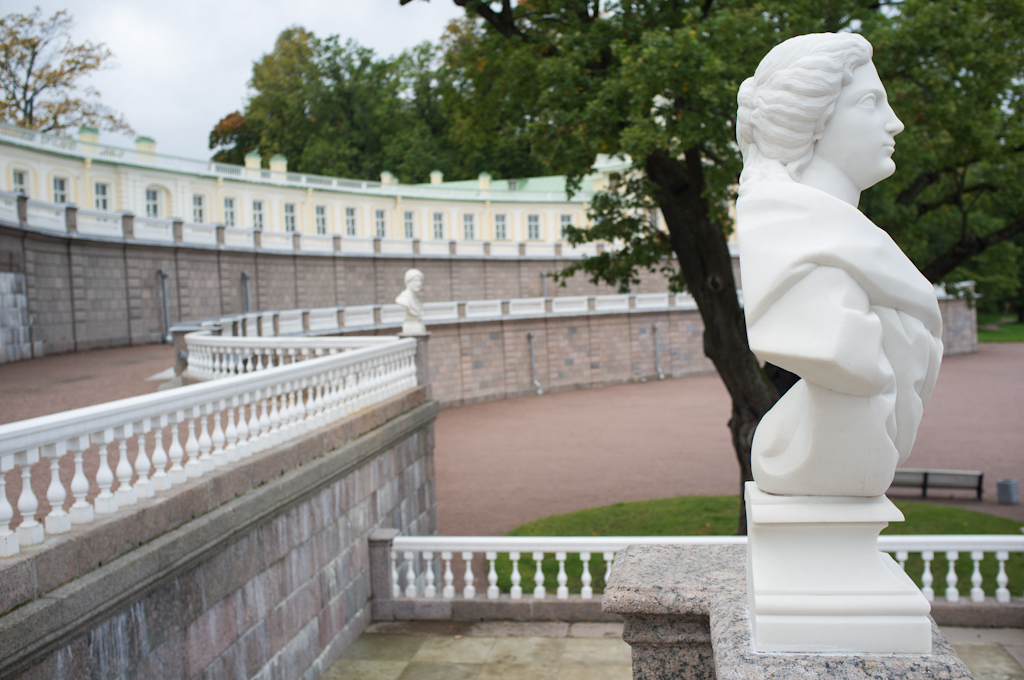

## توأمة
للومونوسوف اتفاقيات توأمة مع:
- ماريهامن

## أعلام
- إيغور سترافينسكي
- ألكساندر موستوفوي